# Jagodnia (Karolinki)
Jagodnia – przysiółek wsi Karolinki w Polsce, położony w województwie wielkopolskim, w powiecie rawickim, w gminie Miejska Górka. Wchodzi w skład sołectwa Karolinki.
W latach 1975–1998 przysiółek należał administracyjnie do województwa leszczyńskiego.